# Dvorac Vižovlje
Dvorac Vižovlje je višeslojni objekt u mjestu Vižovlju, općini Veliko Trgovišće zaštićeno kulturno dobro.

## Opis dobra
Dvorac je podigla obitelj Galjuf u prvoj pol. 19. st. Pravokutnog je tlocrta, s dužim, sedmeroosnim pročeljima orijentiranim na zapadnu i istočnu stranu. Natkriven je dvostrešnim krovištem pokrivenim biber-crijepom S obzirom na položaj na kosom terenu, dvorac je sa zapadne strane jednokatan, a s istočne dvokatan. Pročelja su ukrašena jednostavnim profilacijama u zonama natprozornika, dok je središnji rizalit istočnog pročelja naglašen uglovnom rustikom. Prednje, zapadno pročelje, razdijeljeno je u dvije etaže sa sedam prozorskih osi i isturenom altanom s kovanom ogradom. Pod altanom je reprezentativan ulaz s bogato ukrašenim kamenim okvirom i uklesanom 1839. godinom.

## Zaštita
Pod oznakom Z-4530 zavedena je kao nepokretno kulturno dobro - pojedinačno, pravnog statusa zaštićena kulturnog dobra, klasificirano kao "profana graditeljska baština".